# 川中島合戦戦国絵巻
川中島合戦戦国絵巻（かわなかじまがっせんせんごくえまき）とは、山梨県笛吹市の笛吹川河川で行われている川中島の戦いにちなんだイベントである。

## 概要
笛吹市で毎年4月に行われている桃の花まつりの最終日のイベントとして、また甲府市で開催される信玄公祭りの次の週の日曜日に行われてきた。
2018年（平成30年）からは、歴史上の川中島の戦いにおける最大の激戦であった第4次合戦（永禄4年9月9日（1561年10月17日）から10日（18日））に合わせて開催時期を変更し、毎年10月下旬に実施される。信玄公祭りが出陣をテーマにしているのに対し、戦国絵巻は合戦をテーマにしている。
武田軍と上杉軍の出陣から始まり、火縄銃の実演、総勢900人の合戦を経て武田信玄と上杉謙信との一騎撃ちでフィナーレを迎える。
謙信役をはじめ姫役や足軽など出演者の多くは一般公募から選ばれている。

## 歴史
川中島の戦いは戦国時代に信濃国北部を巡る甲斐国の武田信玄と越後国の上杉謙信との数次に渡る戦いで、戦いの舞台となった長野県長野市の川中島と同じ地名が笛吹市（当時は石和町）、また近くで温泉が湧出し石和温泉として発展したことから観光客集客も兼ねて1979年（昭和54年）から始まっている。以降毎年にかけて行われていたが、2011年（平成23年）に発生した東日本大震災の影響により中止となった（東日本大震災のイベント等への影響を参照）。翌2012年（平成24年）以降は通常通り開催されている。
なお2019年も台風19号による浸水の影響で中止となった。
また2020年は新型コロナウイルス感染症（COVID-19）の流行により中止となった。
2024年は笛吹市市制施行20周年として、武田信玄役にタレントの小堺一機、上杉謙信役に関根勤を迎えた。武田軍が上杉軍に攻めこむ陣形を決める場面では、小堺の司会番組『ライオンのごきげんよう』のサイコロトークにちなみ、サイコロで陣形が決められた。

## その他
同じイベントが山形県米沢市の「米沢上杉まつり」でも開催されている。時期は川中島合戦戦国絵巻の後のゴールデンウィークであり、祭りのフィナーレとして武田信玄と上杉謙信の一騎撃ちも行われる。なお、川中島合戦戦国絵巻での火縄銃の実演は米沢藩稲富流砲術隊を米沢市から招き、実演している。